# Herzogswalde (Wilsdruff)
Herzogswalde ist ein Ortsteil der sächsischen Kleinstadt Wilsdruff im Landkreis Sächsische Schweiz-Osterzgebirge mit derzeit etwa 700 Einwohnern. Er wurde am 1. Januar 1974 nach Mohorn eingemeindet, mit dem der Ort am 1. August 2000 zur Stadt Wilsdruff kam.

## Geographie

### Lage
Herzogswalde liegt eingebettet in ein Tal am nördlichen Rand des Tharandter Waldes zu Füßen des Landberges (426 m ü. NN). Der durch den Ort fließende „Herzogswalder Bach“ entwässert im Westen des Orts in die Triebisch.

### Nachbarorte
| Helbigsdorf |                                             | Grumbach  |
| Mohorn      | Kompassrose, die auf Nachbargemeinden zeigt |           |
| Grillenburg |                                             | Pohrsdorf |

## Geschichte

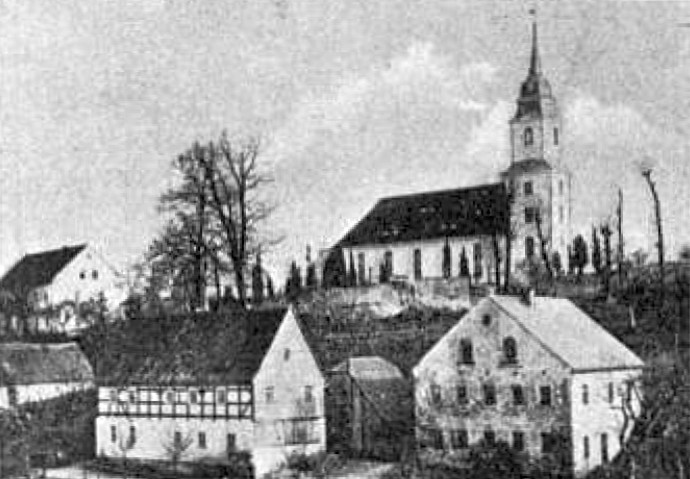
Pfarrhaus und Kirche um 1900

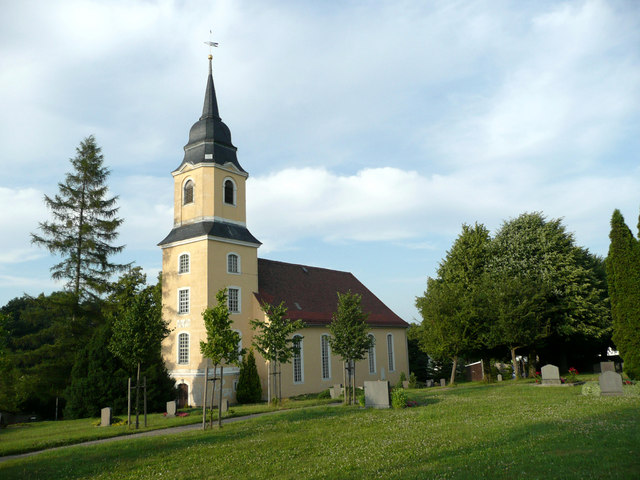
Die Kirche von Herzogswalde

Über die Gründung von Herzogswalde gibt es keinen bestimmten Nachweis. Es ist aber anzunehmen, dass es schon mehrere Jahrhunderte vor der Reformation bestanden hat. 1428 wird es villa Hartigiswalde genannt. Danach folgten 1435 Hertigswalde, 1475 Hertchiszwalde, 1557 Hertißwalde, 1597 Hertzwalda und seit 1723 trägt es den heutigen Namen Herzogswalde. Der Ortsname bedeutet Walddorf.
1445 erwarb die Familie von Schönberg Herzogswalde und Limbach. Die Poststation im ehemaligen Erbgericht (heute Standort Gasthaus zur alten Tankstelle) bestand vom Ende des 17. Jh. bis zur Verlegung im Jahre 1833 nach Tharandt am Postkurs Dresden – Freiberg (– Nürnberg) im Zuge der Alten Frankenstraße bzw. Hofer Chaussee (heute B 173). In den Jahren 1762–1763 wurde die Dorfkirche neu erbaut, nachdem schon einige Jahre vorher der Turm fertiggestellt wurde. Ebenfalls im Jahr 1763 wurde die Orgel eingebaut, die von Johann Georg Schön (1706–1764), einem Meisterschüler Gottfried Silbermanns (1683–1753), geschaffen wurde. Am 11. November 1813 wurde im Zuge der Befreiungskriege in Herzogswalde eine Kapitulation von dem österreichischen Oberst Rothkirch, dem russischen Oberst Murawiew und den französischen Obersten Mariou und Victor abgeschlossen und bekannt gegeben, die aber nicht ratifiziert wurde.
Bezüglich der Grundherrschaft war Herzogswalde bis ins 19. Jahrhundert geteilt. Der östliche Teil gehörte als Streubesitz zum Rittergut Limbach im Oberamt Dresden. Der westliche Teil gehörte als Streubesitz um 1551 zum Rittergut Krummenhennersdorf bzw. ab 1696 zum Rittergut Ober-Reinsberg im Kreisamt Meißen. Ab 1836 gehörte der Meißnische Anteil des Orts als Exklave kurzzeitig zum Kreisamt Freiberg. 1856 wurde Herzogswalde dem Gerichtsamt Wilsdruff und nach Trennung von Justiz und Verwaltung im Jahr 1875 der Amtshauptmannschaft Meißen angegliedert.

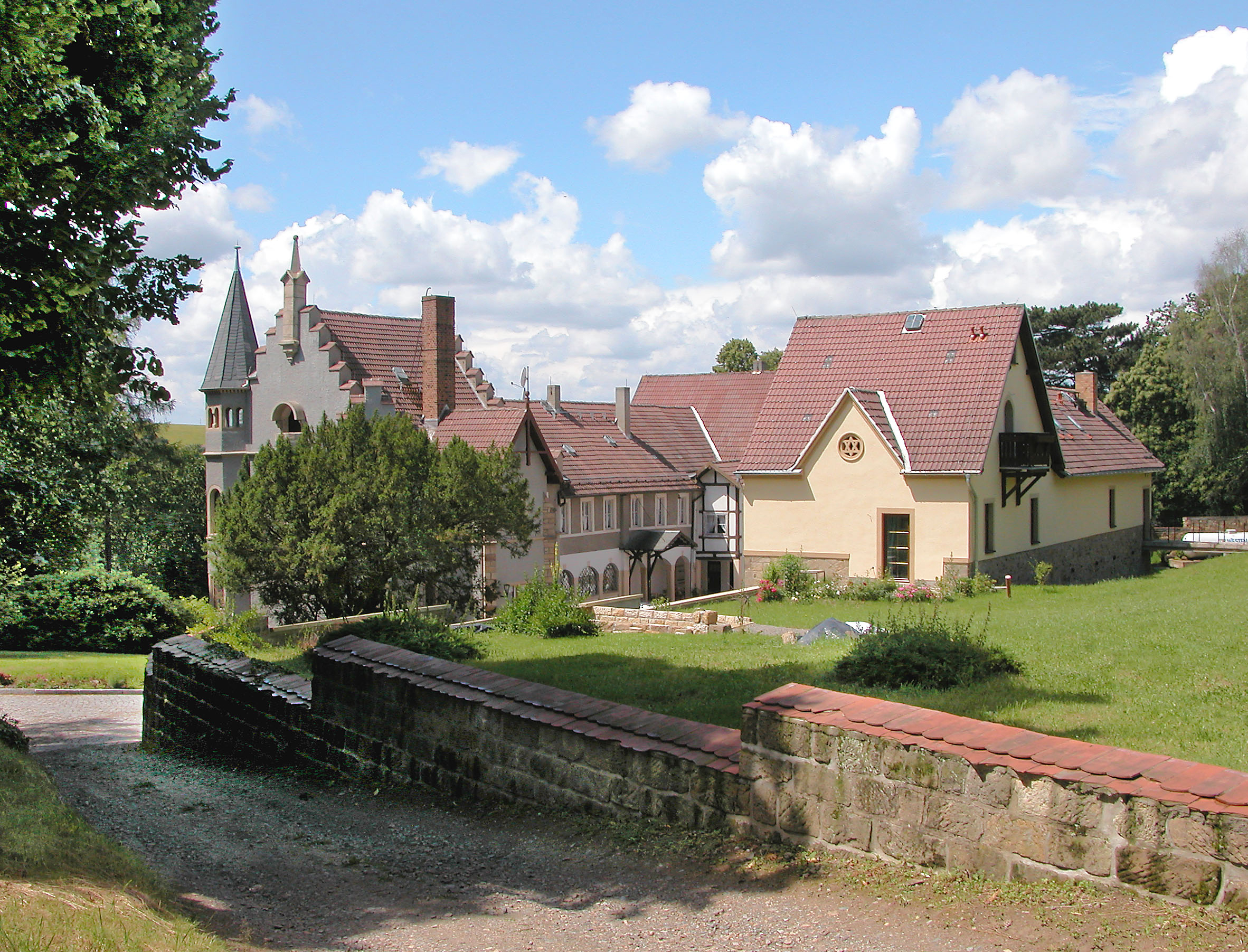
Jagdschloss Herzogswalde

Erst im 19. Jh. entstand das neogotische Schloss der Herren von Schönberg, die im Ort 500 Jahre (1445–1945) ansässig waren, unter Einbeziehung von Teilen eines Bauernhofes, unweit des Rittergutes. Zwischen 1899 und 1972 hatte der Ort Anschluss an die Schmalspurbahn Freital-Potschappel–Nossen.
Herzogswalde wurde am 1. Juli 1950 zunächst aus dem Landkreis Meißen in den Landkreis Dresden umgegliedert und wurde im Juli 1952 Teil des neugeschaffenen Kreises Freital im Bezirk Dresden, der 1994 im Weißeritzkreis und 2008 im Landkreis Sächsische Schweiz-Osterzgebirge aufging. Am 1. Januar 1974 wurde der Ort nach Mohorn eingemeindet. Seit der Vereinigung der Gemeinde Mohorn mit der Stadt Wilsdruff am 1. August 2000 ist Herzogswalde ein Ortsteil der Stadt Wilsdruff.
Herzogswalde ist nach wie vor landwirtschaftlich geprägt. Sehenswert ist neben der Kirche auch das Jagdschloss mit seinem Park, in dem einige seltene Bäume gedeihen. Der Ort hat einen 18-Loch-Golfplatz sowie einen 9-Loch-Par-3-Kurzplatz.

## Persönlichkeiten
- Franz von Schönberg (1795–1861), Kammerherr und Rittergutsbesitzer
- Joseph Sperlich (1845–1914), Landgerichtspräsident, Mitglied des Deutschen Reichstags
- Donald von Schönberg (1854–1926), Rittergutsbesitzer und Hofbeamter
- Hagen Wend (* 1943), Geistlicher der Neuapostolischen Kirche